# NGC 864
NGC 864 est une galaxie spirale intermédiaire située dans la constellation de la Baleine. Sa vitesse par rapport au fond diffus cosmologique est de 1 302 ± 18 km/s, ce qui correspond à une distance de Hubble de 19,2 ± 1,4 Mpc (∼62,6 millions d'al). NGC 864 a été découverte par l'astronome germano-britannique William Herschel en 1785.
La classe de luminosité de NGC 864 est III et elle présente une large raie HI. 

## Caractéristiques
Sa vitesse par rapport au fond diffus cosmologique est de 1 302 ± 18 km/s, ce qui correspond à une distance de Hubble de 19,2 ± 1,4 Mpc (∼62,6 millions d'al).
À ce jour, 13 mesures non basées sur le décalage vers le rouge (redshift) donnent une distance de 15,492 ± 3,023 Mpc (∼50,5 millions d'al), ce qui est à l'intérieur des valeurs de la distance de Hubble. Notons cependant que c'est avec la valeur moyenne des mesures indépendantes, lorsqu'elles existent, que la base de données NASA/IPAC calcule le diamètre d'une galaxie et qu'en conséquence le diamètre de NGC 864 pourrait être d'environ 27,9 kpc (∼91 000 al) si on utilisait la distance de Hubble pour le calculer.

## Morphologie

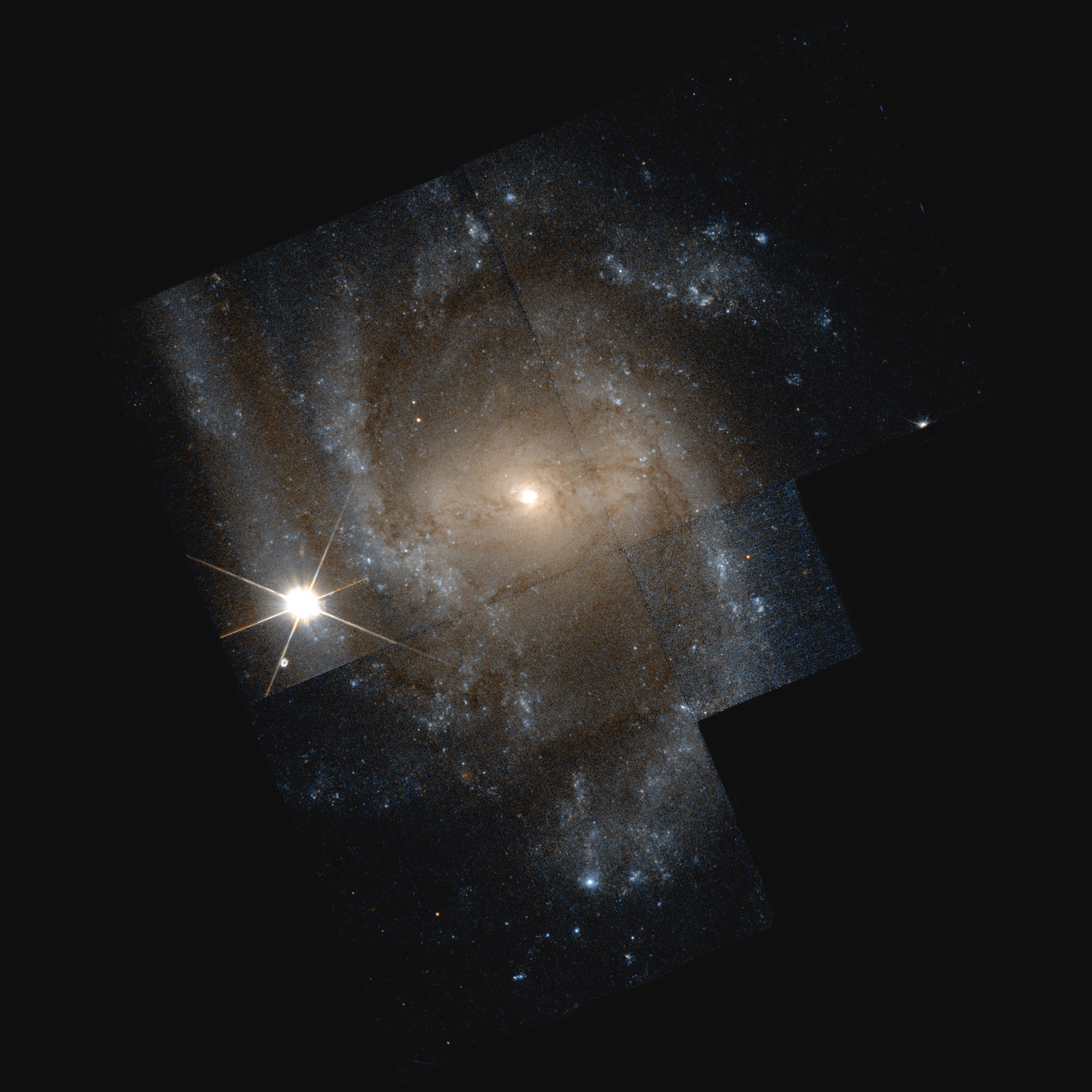
NGC 864 par le télescope spatial Hubble.

NGC 864 a été utilisée par Gérard de Vaucouleurs comme une galaxie de type morphologique SAB(rs)c dans son atlas des galaxies,. Dans la  bande K infrarouge, NGC 864 présente une barre centrale de 36 secondes d'arc dont l'ellipticité maximale est de 0,47. L'angle de position de celle-ci est de 105°.
Eskridge, Frogel et Pogge ont publié un article en 2002 décrivant la morphologie de 205 galaxies spirales ou lenticulaires rapprochées. Les observations ont été réalisées dans la bande H de l'infrarouge et dans la bande B (le bleu). Selon Eskridge et ses collègues, NGC 864 est une galaxie spirale de type SABc dans la bande B et de type SBb dans la bande H. NGC 864 présente une forte barre légèrement incurvée avec des anses à ses extrémités. Les bras sont asymétriques et ils commencent avant le point d'intersection avec la barre. Le bras au sud-est a une apparence bizarre, car il ressemble davantage à une série de segments linéaires qu'à une courbe lisse. Les bras font moins d'un demi-tour avant de perdre leur intégrité et le motif spiral à l'extérieure est floculant . 

### Un disque entourant le noyau
Grâce aux observations du télescope spatial Hubble, on a détecté un disque de formation d'étoiles autour du noyau de NGC 864. La taille de son demi-grand axe est estimée à 90 pc (~295 années-lumière).

## Trou noir supermassif
Selon un article basé sur les mesures de luminosité de la bande K de l'infrarouge proche du bulbe de NGC 864, on obtient une valeur de 106,4 {\displaystyle M_{\odot }} (2,5 millions de masses solaires) pour le trou noir supermassif qui s'y trouve.

## Groupe de NGC 864
NGC 864 est la galaxie la plus brillante d'un groupe d'au moins trois galaxies qui porte son nom. Les deux autres galaxies du groupe de NGC 864 sont UGC 1670 et UGC 1803.